# William Ernest Henley
|  | Per a altres significats, vegeu «Ernest Henley». |

William Ernest Henley (23 d'agost de 1849 - † 11 de juliol de 1903) fou un poeta anglès, recordat principalment per escriure el poema "Invictus".
Nascut a Gloucester, Anglaterra. Les malalties freqüents sovint li impedien l'assistència a escola, tot i les desgràcies dels negocis del seu pare també hi van contribuir.
Amb 12 anys va patir tuberculosi, el que finalment va resultar en l'amputació d'una cama i 12 mesos de recuperació en la famosa Infermeria d'Edimburg. Allà va escriure diversos poemes de vers lliure que van establir la seva reputació i que van ser inclosos en "A Book of Versis" (1888).
La seva incapacitació física va deixar un altre llegat literari en la forma de Long John Silver, el personatge amb cama de fusta creat pel seu amic d'Edimburg, Robert Louis Stevenson en "L'illa del tresor" (1883). Henley i Stevenson van col·laborar en quatre obres de teatre: "Deacon Brodie" (1880), "Beau Austin" (1884), "Admiral Guinea" (1884), i "Macaire" (1885).
El 22 de gener de 1878 es va casar amb Anna Johnson Boyle (1855-1925), la filla menor d'Edward Boyle, un enginyer mecànic d'Edimburg i la seva dona, de soltera Mary Ann Mackie.
Les seves altres col·leccions de poesia inclouen "Cançó de l'espasa" (1892), "London Voluntaries" (1893), "Col·lecció de Poemes" (1898), "Hawthorn and Lavender" (1901) i "In Hospital" (1903). Aquest últim inclou el seu poema més conegut, "Invictus" (escrit el 1875).
Va ser crític i editor d'Una Revista d'Art (1882-1886), i del Scots Observer des de 1899. El 1891 aquesta revista es va transformar en el National Observer i transferida a Londres des d'on va continuar sent el seu editor. El diari va publicar els primers treballs de Thomas Hardy (1840-1928), George Bernard Shaw (1856-1950), H.G. Wells (1866-1946), James Matthew Barrie i Rudyard Kipling (1865-1936). Henley va editar (al costat de TF Henderson) l'edició centenària dels poemes de Robert Burns, i va ser un dels compiladors d'un diccionari en 7 volums d'idiomes (1894-1904). Va morir a Woking el 1903 a l'edat de 53 i les seves cendres foren enterrades a la tomba de la seva filla al cementiri de Cockayne Hatley a Bedfordshire.

## Invictus, de William Ernest Henley
Es podria dir que el seu treball més recordat és el poema "Invictus", escrit el 1875. Es diu que va ser escrit com una demostració de la seva capacitat de recuperació després de l'amputació de la cama. Aquest poema apassionat i desafiant, s'ha de comparar amb la seva acceptació bella i contemplativa de la mort i el morir en el poema "margaritae Sorori". Els poemes de A l'Hospital són també dignes de menció com alguns dels primers versos lliure escrit a Anglaterra.

Fora de la nit que em cobreix,

Negra com l'abisme de pol a pol,

Agraeixo a qualsevol Déu que pogués existir

Per la meva ànima inconquerible.

En les ferotges urpes de les circumstàncies

Ni m'he lamentat ni he donat crits.

Sota els cops de l'atzar

El meu cap sagna, però no s'inclina.

Més enllà d'aquest lloc d'ira i llàgrimes

És imminent l'Horror de l'ombra,

I no obstant això l'amenaça dels anys

Em troba i em trobarà sense por.

No importa com d'estreta sigui la porta,

Quan carregada de càstigs la sentència.

Sóc l'amo del meu destí:

Sóc el capità de la meva ànima.